# Volkswagen Group Premium Platform Combustion
Premium Platform Combustion (PPC) — автомобильная платформа немецкого автоконцерна Volkswagen Group для автомобилей с ДВС, разработанная компанией Audi. Является дальнейшим развитием платформы MLB. Первый автомобиль на платформе PPC — Audi A5 (B10).

## Описание
Платформа PPC имеет архитектуру электроники E³ 1.2, разработанную дочерней компанией Volkswagen Cariad, которая также применяется в PPE. КПП служит основой исключительно для среднеразмерных автомобилей с продольно установленным ДВС и люксовых передне- или полноприводных автомобилей. Одна из особенностей платформы — гибридная силовая установка «MHEV plus technology». В дополнение к ремнёвому стартер-генератору на выходном валу трансмиссии размещён генератор силовой передачи со встроенной силовой электроникой. Напряжение аккумулятора — 48 вольт, мощность — 18 кВт, крутящий момент — 230 Н·м. Генератор силового агрегата рекуперирует энергию обратно в аккумулятор мощностью до 25 кВт. Аккумулятор расположен над задней осью и имеет отдельный контур охлаждения. В целом, система предназначена для повышения топливной эффективности.
Автомобили на платформе PPC оснащаются 2-литровыми рядными четырёхцилиндровыми бензиновыми двигателями серии EA888, 3-литровыми бензиновыми двигателями V6 серии EA839 и 2-литровыми рядными четырёхцилиндровыми дизельными двигателями серии EA288 evo. Коробка передач — семиступенчатая, с двумя сцеплениями. Вместо поддельных накладок на выхлопные трубы, как в предыдущих поколениях, устанавливаются только настоящие выхлопные трубы.

## Модельный ряд
- Audi A5 B10 (2024 — настоящее время)
- Audi A6 C9 (2025 — настоящее время)[8]
- Audi Q5 Mk3 (2024 — настоящее время)

- Audi A5
- Audi Q5